# Elefantes (banda)
Elefantes es un grupo de música pop/rock originario de Barcelona, España, formado en 1994 por Shuarma (cantante y compositor), Jordi Ramiro (baterista), Julio Cascán (bajista) y Alex Vivero (guitarrista).

## Discografía

### EP
- Elefantes  - (1996)
- Cinco miradas - (2023)

### Álbumes
- El hombre pez  - (1998)
- Azul  - (EMI, 2000)
- Azul en acústico  - (EMI, 2001)
- La forma de mover tus manos  - (EMI, 2003)
- La forma de mover tus manos y otros paisajes  - (EMI, 2004) - (CD|Doble CD)
- Somos nubes blancas  - (EMI, 2005)
- Gracias  - (EMI, 2006) - (CD|Doble CD recopilatorio + DVD (Concierto + Videoclips))
- El rinoceronte - (Warner, 2014)
- Nueve canciones de amor y una de esperanza  - (Warner, 2016)
- La primera luz del día  - (Warner, 2018)
- Caleidoscopio  - (Warner, 2019)
- Antoine - (Beon, 2020)
- Trozos de papel / Cosas raras  - (Warner, 2022)
- 30 aniversario / tratado sobre jardineria  - (Warner, 2024)

### Sencillos
- El hombre pez  - (AZ, 1998)
- Azul  - (EMI, 2001)
- Piedad  - (EMI, 2001)
- Se me va  - (EMI, 2001)
- Me gustaría poder hacerte feliz  (sencillo promocional EMI, 2001)
- Me falta el aliento  - (sencillo promocional EMI, 2003)
- Que yo no lo sabía  - (sencillo promocional EMI, 2003)
- Que yo no lo sabía, con Antonio Vega  - (sencillo promocional EMI, 2003)
- Tan difícil como amar  - (sencillo promocional EMI, 2003)
- Al olvido  - (sencillo promocional EMI, 2004)
- Somos nubes blancas  - (sencillo promocional EMI, 2004)
- Abre más ancho el camino  - (sencillo promocional EMI, 2004)
- Equilibrios  - (Warner Music, 2014)
- Descargas eléctricas  - (Warner Music, 2014)
- Aún más alto  - (Warner Music, 2014)
- Momentos  - (Warner Music, 2015)
- Te quiero (versión de Jose Luis Perales)  - (Warner Music, 2015)
- Duele  - (Warner Music, 2016)
- Que todo el mundo sepa que te quiero  - (Warner Music, 2017)
- Cada vez  - (Warner Music, 2017)
- Deja el aire correr  - (Warner Music, 2022)
- Mañana  - (Warner Music, 2022)
- El Gran Salón - (Warner Music, 2022)
- Tu ya lo sabes - (Warner Music, 2022)
- Este Amor - (Warner Music, 2024)

## Nominaciones y premios
- 2013 - Premio Global de la Música Aragonesa
- 2014 - Latin Grammy Awwards - Nominados a mejor disco de Pop Rock por "El Rinoceronte"
- 2020 - Ganador Premios MAX a espectáculo revelación por el disco Antoine y finalista Premios MAX a mejor música original